# Хазагеров, Георгий Георгиевич
Георгий Георгиевич Хазагеров (род. 29 июня 1949 года, Ростов-на-Дону, СССР) — советский и российский филолог. Доктор филологических наук, профессор. Заведующий кафедрой русского языка Южного федерального университета. Автор книг и статей по риторике и русской филологии, вузовских учебников по риторике. Область специальных научных интересов — рецепция античных теорий стиля и учения о тропах и фигурах в теории и практике отечественного красноречия. На протяжении последних десяти лет активно интересуется риторикой как институтом государственного строительства, что нашло отражение в публицистических выступлениях и культурологических изысканиях.

## Книги и статьи
- Риторический словарь. М., Флинта: Наука, 2009. ISBN 978-5-9765-0286-4 (Флинта), ISBN 978-5-02-034884-4 (Наука)
- Основы теории литературы. Ростов-на-Дону, Феникс, 2009. ISBN 978-5-222-15960-6
- Риторика. Ростов-на-Дону, Феникс, 2008. 3-е изд. ISBN 978-5-222-14065-9
- Партия, власть и риторика. М., Европа, 2006 ISBN 5-9739-0060-6
- Политическая риторика. Москва, Никколо-Медиа, 2002 ISBN 5-901488-04-0
- Риторика для делового человека. М., 2001. ISBN 5-89349-299-4
- Введение в русскую филологию. Екатеринбург, 2000. ISBN 5-88687-083-0
- «Об образах» — первое филологическое сочинение на Руси. Ростов-на-Дону, 1995
- Словарь омоформ русского языка. Ростов-на-Дону, 1995
- Очерк философии субъектно-предикатных форм в языковом и культурно-историческом пространстве. Ростов-на-Дону, 1995

В «Известиях АН СССР»:
- «О образех»: Иоанн, Хировоск, Трифон // Известия РАН, сер. «Литература и язык», 1994, № 1

В «Социологическом журнале»:
- Обессмысливание научного дискурса как объективный процесс // Социологический журнал, № 2, 2010
- Риторика vs. стилистика: семиотический и институциональный аспект // Социологический журнал, 2008, № 3
- Ось интенции и ось конвенции: к поискам новой функциональности в лингвокультурологических исследованиях (недоступная ссылка) // Социологический журнал, 2006, № 1/2
- Перспективы лексикографического описания данных социологического опроса // Социологический журнал, 2003, № 2
- Хазагеров Г. Г. Система убеждающей речи как гомеостаз: ораторика, гомилетика, дидактика, символика // Социологический журнал : журнал. — 2001. — № 3. Архивировано из оригинала 22 сентября 2008 года.

В журнале «Филологические науки»:
- Функционирование фигур и тропов в «Слове о полку Игореве» и «Задонщине» // Филологические науки, 1990, № 3

В журнале «Знамя»:
- Одичание ритуала // Знамя, 2006, № 7
- Культура-1, культура-2 и гуманитарная культура // Знамя, 2005, № 3
- Скифский словарь // Знамя, № 12, 1999
- Во дни сомнений… (прислушаемся к свидетельствам русского языка) // Знамя, № 3, 1999
- Семидесятые. Двойничество? Двоемирие? Бинарность? // Знамя, 1998, № 12

В журнале «Новый мир»:
- Персоносфера русской культуры // Новый мир, 2002, № 1.

В журнале «Знание — сила»:
- Жрецы, рыцари и слуги. Приключения метафоры, метонимии и символа в научном и общественном дискурсе // Знание — сила, 2001, № 12.
- Лествица цивилизации // Знание — сила, 2000, № 10.

В журнале «Человек»:
- «Такожде и ты, человече…» Антаподозис: нейролингвистический и социокультурный аспекты // Человек, 1998, № 1.
- «Не к неведущим бо пишем…» Об особенностях русского риторического мышления // Человек, № 6, 1995

В журнале «Научно-техническая информация»:
- Типы русских омоформ и их автоматическое разведение // Научно-техническая информация, сер. 2, 1997, № 12
- «Метаязыковое явление» как ключевая категория при построении гуманитарных баз знаний // Научно-техническая информация, сер. 2, № 9, 1995
- Малые коммуникативные жанры как подход к созданию новых информационных технологий // Научно-техническая информация, сер. 2, № 1, 1994

В «Известиях Северо-кавказского центра высшей школы»:
- К моделированию языковой способности человека с опорой на полушарные модули // Известия высших учебных заведений Северо-Кавказского регионы, сер. «Общественные науки», 1998, № 3
- «Поэтическая» повесть об Азове и её место в истории русского литературного языка // Известия Северо-Кавказского центра высшей школы. Сер. «общественные науки», 1989 № 1.

В других изданиях: 
- Топос vs. концепт // Известия ЮФУ. Филологические науки, 2008, № 3
- Декларативная риторика как угроза экологии русского языка // Прагматические аспекты речевого общения. М., 2007
- Маргиналии в области тропов как контекстуальный феномен // X Виноградовские чтения. Текст и контекст: лингвистический, литературоведческий и методический аспекты. Том 1. М., 2007
- Пафос и патос: категория нормы в творчестве Владимира Высоцкого // Поэзия и песня В. С. Высоцкого, Калининград, 2006
- Метаплазм и вариант // Седьмые Виноградовские чтения «Русский язык в многоаспектном освещении», М., 2004
- Что слышит слушающий? // Отечественные записки, 2002, № 5
- Политическая риторика: с чего начать? // О выборах, 2002, № 3
- На развалинах Вавилонской башни // Ростовская электронная газета, № 29, 1999, www.relga.ru
- Парабола и парадигма в творчестве Высоцкого, Окуджавы и Щербакова // Мир Высоцкого. Исследования и материалы. Вып. 3, т.2, М., 1999
- Поэтическое творчество Владимира Высоцкого в контексте Древней Руси и Советской России // Ростовская электронная газета, № 29, 1999, www.relga.ru
- Избирательное воздействие речевых средств на большие полушария головного мозга // Валеология, 1998, № 2